# ГАЕС Тахо-де-ла-Енкалада
ГАЕС Тахо-де-ла-Енкалада (ісп. Tajo-de-la-Encalada) — гідроелектростанція на півдні Іспанії. Розташована на річці Гуадальорсе, що впадає у Середземне море біля Малаги.
Нижній резервуар розташований на Гуадальорсе дещо нижче від ГЕС Ель-Чорро, спорудження якої у 1900-х роках розпочало експлуатацію гідроенергетичних ресурсів річки. Його утримує гравітаційна гребля висотою 38 метрів та довжиною 178 метрів, на спорудження якої пішло 83 тис. м3 матеріалу. Вона утворила водойму площею поверхні 0,34 км2 та об'ємом 4,3 млн м3(корисний об'єм 3,3 млн м3). Припустиме коливання води у нижньому резервуарі лежить між позначками 188 та 201 метр НРМ.
Верхній резервуар корисним об'ємом 3 млн м3 штучно створений на висотах правого берегу Гуадальорсе за допомогою чотирьох дамб. Основна споруда гравітаційного типу має висоту 36 метрів, довжину 480 метрів та потребувала 142 тис. м3 матеріалу. Три інші, дві гравітаційні та одна земляна, мають висоту 28, 15 та 9,5 метра при довжині 652, 375 та 300 метрів відповідно. Припустиме коливання води у верхньому резервуарі знаходиться між позначками 566 та 586 метрів НРМ.
Машинний зал станції розташований на пірсі, що виступає у створене на Гуадальорсе водосховище. Він обладнаний чотирма оборотними турбінами типу Френсіс, які видають загальну потужність 380 МВт у турбінному та 360 МВт у насосному режимах. Вони працюють при напорі від 364 до 398,5 метра.
Зв'язок з енергосистемою відбувається по ЛЕП, що працює під напругою 220 кВ.